# Готье, Гейл
Гейл Готье, англ. Gail Gauthier (род. 1953, Мидлбери, Вермонт, США) — американская детская писательница. Её дед и бабушка по отцовской линии были эмигрантами из Квебека, не говорившими по-английски.
Выросла на ферме в Вермонте. Окончила Коннектикутский университет по специальности «ассистент преподавателя», затем в течение ряда лет работала школьным преподавателем, ведущей кружков и скаутских мероприятий. Мать двоих детей. В 1996 г. опубликовала свою первую книгу «Моя жизнь с инопланетянами», героями которой сделала своих детей. Книга в шуточной форме рассказывает истории о встречах детей с теми, кого они называют «инопланетянами», а читатель может на свой выбор считать их либо необычными детьми, либо плодом фантазии рассказчика, либо настоящими инопланетянами, поскольку фабула допускает все три возможных толкования, а все события, выходящие за пределы реальности, известны только со слов самих «инопланетян». После успеха книги Гейл Готье написала ряд новых, продолжая в то же время карьеру школьного преподавателя и библиотекаря.
Также публикует короткие рассказы и статьи в детских журналах, в частности, Cricket и English Journal.
Книги Готье переводились на немецкий, японский, итальянский, французский языки.

## Сочинения
- My Life among the Aliens, illustrated by Santiago Cohen, Putnam (New York, NY), 1996.
- A Year with Butch and Spike, Putnam (New York, NY), 1998.
- Club Earth (sequel to My Life among the Aliens), Putnam (New York, NY), 1999.
- The Hero of Ticonderoga, Putnam (New York, NY), 2001.
- Saving the Planet and Stuff, Putnam (New York, NY), 2003.
- Happy Kid, 2006;
- A Girl, a Boy, and a Monster Cat (G. P. Putnam’s Sons, 2007)
- A Girl, a Boy, and Three Robbers (G. P. Putnam’s Sons, 2008) — также известна под названием The Hannah and Brandon Stories.